# Sybra subdentaticeps
Sybra subdentaticeps är en skalbaggsart som först beskrevs av Maurice Pic 1926.  Sybra subdentaticeps ingår i släktet Sybra och familjen långhorningar. Inga underarter finns listade i Catalogue of Life.